# Integrazione (scienze sociali)
Nelle scienze sociali, il termine integrazione indica l'insieme di processi sociali e culturali che rendono l'individuo membro di una società. L'integrazione dipende anche dalla capacità di socializzazione di ogni individuo.

## Origine

### Socializzazione
Tra questi, il primo e più importante è quello della socializzazione primaria, ovvero la trasmissione al neonato e successivamente al bambino da parte della famiglia di quell'insieme di competenze sociali, valori, norme attraverso il quale la società riproduce sé stessa, venendo interiorizzata dall'individuo.
Successivamente, questi andrà incontro ad altri tipi di socializzazione praticati da agenzie sociali differenti (la scuola, le cerchie amicali, il lavoro), accumulando e specializzando le sue competenze di definizione del mondo ed interazione con esso..

### Solidarietà
Nelle società con un alto grado di divisione del lavoro l'integrazione è ottenuta tramite l'adesione formale dei suoi membri ai principi sanciti da ambiti culturali quali la morale e l'etica, codificati in sistemi normativi di tipo legislativo.
Nelle società di carattere comunitario l'integrazione attiene più profondamente al vissuto individuale, essendo esse basate su una fusione spontanea di volontà (cfr. Ferdinand Tönnies) e non sull'adesione generalizzata a norme di carattere impersonale.
Questo secondo tipo di società viene definito da Émile Durkheim a solidarietà meccanica: qui l'integrazione - e quindi il mantenimento e la riproduzione dell'ordine materiale e simbolico in cui sono immersi gli individui - è garantita dalla caratteristica delle singole "anime" individuali di essere articolazioni di un'"anima collettiva" con la quale vi è un legame di dipendenza/appartenenza forte e totalizzante.
Nelle società complesse vige invece un tipo di solidarietà "organico", ovvero basato sulla consapevolezza della necessità di interdipendenza tra i vari "organi" del corpo sociale, i quali curando ognuno la riproduzione di un singolo aspetto della vita collettiva (la produzione, l'organizzazione, la trasmissione dei valori) si necessitano reciprocamente per la conservazione dell'organismo rappresentato dalla società.
A livello individuale, questa consapevolezza si esplica nel riconoscimento della necessità di una regolazione della vita sociale dal punto di vista economico, legislativo, culturale, ecc. ovvero di una disciplina generalmente accettata riguardante i rapporti tra individui e tra gruppi in ciascuno di questi ambiti specifici.

## Carenza di integrazione
Le situazioni di carenza o mancanza di integrazione sono definite da Durkheim di anomia, fenomeno consistente nel declino che può sfociare nella scomparsa di regole morali generalmente accettate, causato da un mutamento nelle condizioni materiali di esistenza di determinati gruppi sociali cui non corrisponde, o corrisponde in modo non esaustivo, un cambiamento normativo che le sancisca da un punto di vista culturale.

Durkheim include tra le circostanze potenzialmente responsabili del verificarsi di situazioni anomiche i momenti di "effervescenza collettiva", in cui la produzione culturale di una società aumenta di intensità e di problematicità, con fenomeni quali l'emersione di nuove tendenze religiose, nuove "visioni del mondo" che possono sfociare nella formazione di movimenti sociali e politici, esigenze di senso inedite. Questi processi, latori nel breve periodo di situazioni di anomia e conseguente instabilità sociale, possono essere soggetti ad istituzionalizzazione attraverso un processo di generalizzazione, codificazione ed accettazione delle loro istanze, che vengono acquisite dal senso comune e si integrano nelle dinamiche di integrazione sociale descritte in precedenza.